# Janet Scudder

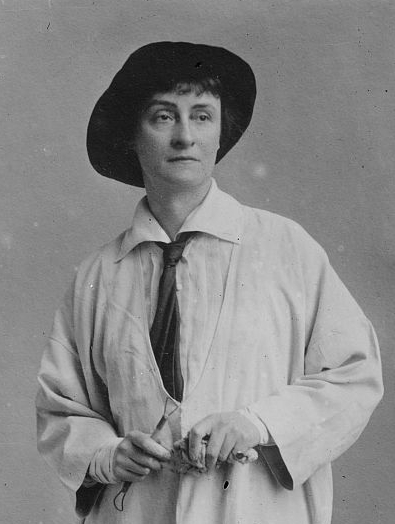
Janet Scudder

Netta Deweze Frazee Janet Scudder (* 27. Oktober 1869 in Terre Haute, Indiana; † 9. Juni 1940 in Rockport, Massachusetts) war eine US-amerikanische Bildhauerin, die für ihre Brunnen bekannt wurde, die sie für private und öffentliche Auftraggeber schuf.

## Leben
Netta Scudder wurde als dritte Tochter von William Hollingshead Scudder und seiner Frau Mary Jane Sparks in Terre Haute geboren. Sie hatte sechs Geschwister. Ihre Vorfahren gehörten zu den ersten Siedlern, die sich 1635 in Massachusetts niedergelassen hatten, spätere Generationen zogen über New Jersey nach Kentucky und Indiana. Als Scudder fünf Jahre alt war, starb ihre Mutter, einige Jahre später ihre Großmutter, die sie an die Kunst herangeführt hatte. Ihr Vater war ein zurückgezogener Mensch. Um die Kinder kümmerte sich eine Magd, die Scudder wenig Wärme entgegenbrachte. Scudder empfand ihre Kindheit als trostlos.
Netta Scudder besuchte die Schule in Terre Haute und zusätzlich am Samstag Zeichenkurse am Rose Polytechnic Institute. Als sie 18 Jahre alt wurde, schickte sie ihr Vater auf die Art Academy of Cincinnati. Dort studierte sie Anatomie, Zeichnen und Modellieren bei Louis Rebisso. Netta Scudder empfand ihren Vornamen als zu umständlich und änderte ihn zu Janet. Sie fand Arbeit als Holzschnitzerin und konnte sich so Geld dazuverdienen. Ihr Vater starb 1890, als sie im zweiten Jahr ihrer Ausbildung war. Ihr ältester Bruder unterstützte sie, sodass sie im dritten Jahr ihr Studium abschließen konnte. 1891 zog sie zu ihrem Bruder nach Chicago.

## World’s Columbian Exposition
In Chicago konnte sie nicht als Holzschnitzerin arbeiten, da die Vereinigung (Art Academy of Cincinnati) Frauen nicht zuließ. Stattdessen fand sie Arbeit als Bildhauerin bei Lorado Taft. Sie wurde Mitglied der White Rabbits, einer Gruppe junger Bildhauerinnen, die zusammen mit Taft an Exponaten für die World’s Columbian Exposition im Jahr 1893 in Chicago arbeiteten und mit eigenen Werken auf der Weltausstellung vertreten waren. Neben der Arbeit für Taft erhielt sie Aufträge durch einen Sponsor aus Terre Haute, Skulpturen für Gebäude von Illinois und Indiana zu gestalten. Für das Illinois Building gestaltete sie die allegorische Figur Justice sowie die Nymph of the Wabash für das Indiana Building.

## Studien in Paris
Während ihrer Arbeit auf dem Ausstellungsgelände beobachtete sie die Aufstellung eines Brunnens von Frederick William MacMonnies. Sein Werk faszinierte sie, und nach dem Ende der Ausstellung reiste sie mit der Schwester von Lorado Taft, Zulime Taft, nach Paris, um dort bei MacMonnies zu studieren. Da ein Empfehlungsschreiben nicht dazu führte, von MacMonnies eingeladen zu werden, ging sie zum Studio von MacMonnies, klopfte und bat, dort studieren zu dürfen. Ein Jahr später war sie die Assistentin von MacMonnies. Von ihm lernte sie auch die Gravur von flachen Reliefs, die sie später für die Gestaltung von Medaillons nutzte. Zugleich studierte sie an der Académie Colarossi und an der Académie Vitti. Sie kehrte 1894 nach New York zurück, da sie nicht mehr genug Geld für ein Leben in Paris hatte.
Nach schwieriger Anfangszeit erhielt sie ihren ersten Auftrag in New York von der Anwaltsvereinigung, für die sie ein Siegel entwarf. Sie erhielt weitere Aufträge für die Gestaltung von Ornamenten an Gebäuden und die Gestaltung von Medaillons. Nachdem sie genug verdient hatte, kehrte sie zurück nach Paris in das Studio von MacMonnies. Sie finanzierte ihren Unterhalt durch die Gestaltung von Urnen und weiteren Teilen für Friedhöfe. Für die Weltausstellung Paris 1900 schuf Scudder eine allegorische Figur der Musik.

## Brunnen

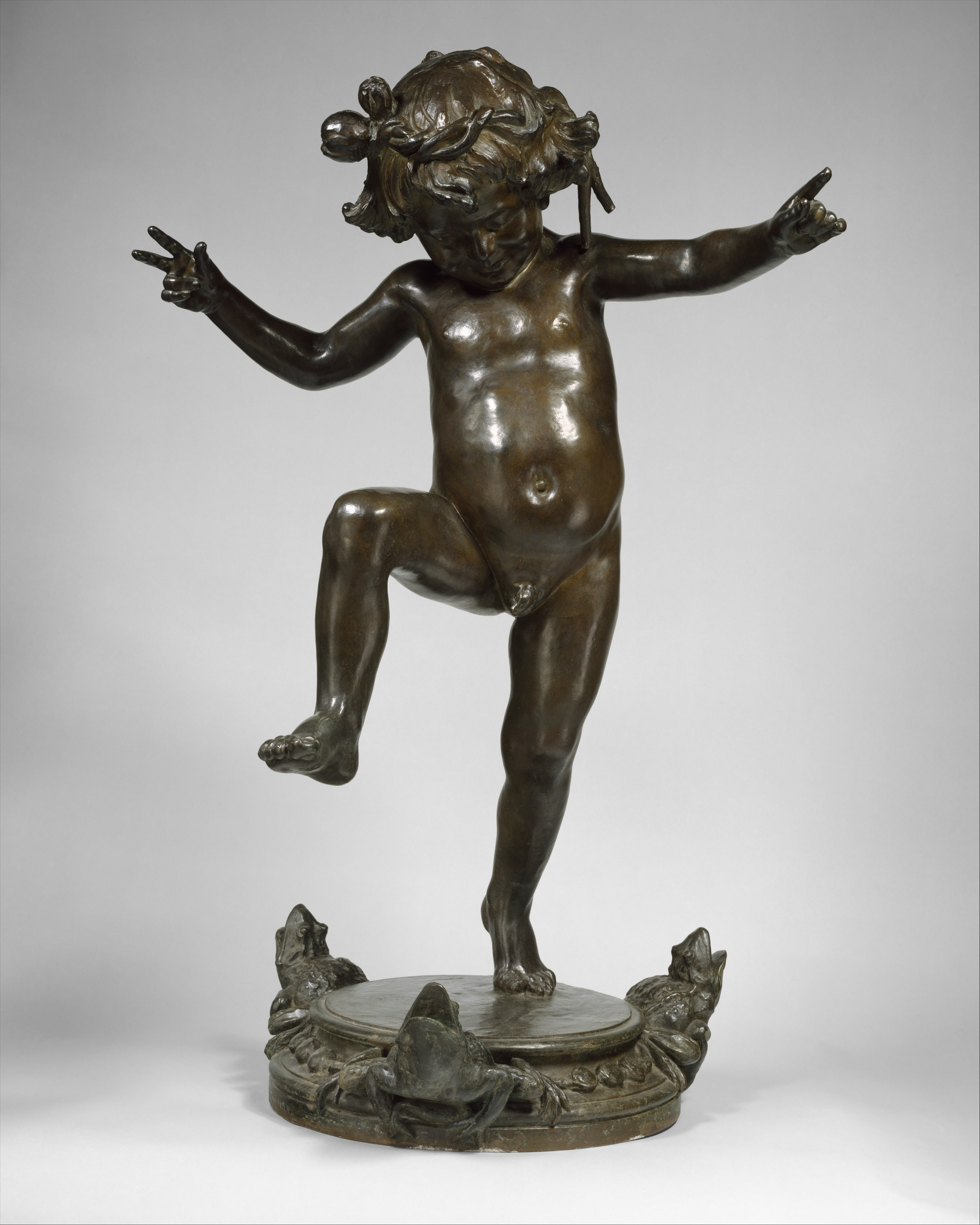
Frog Fountain

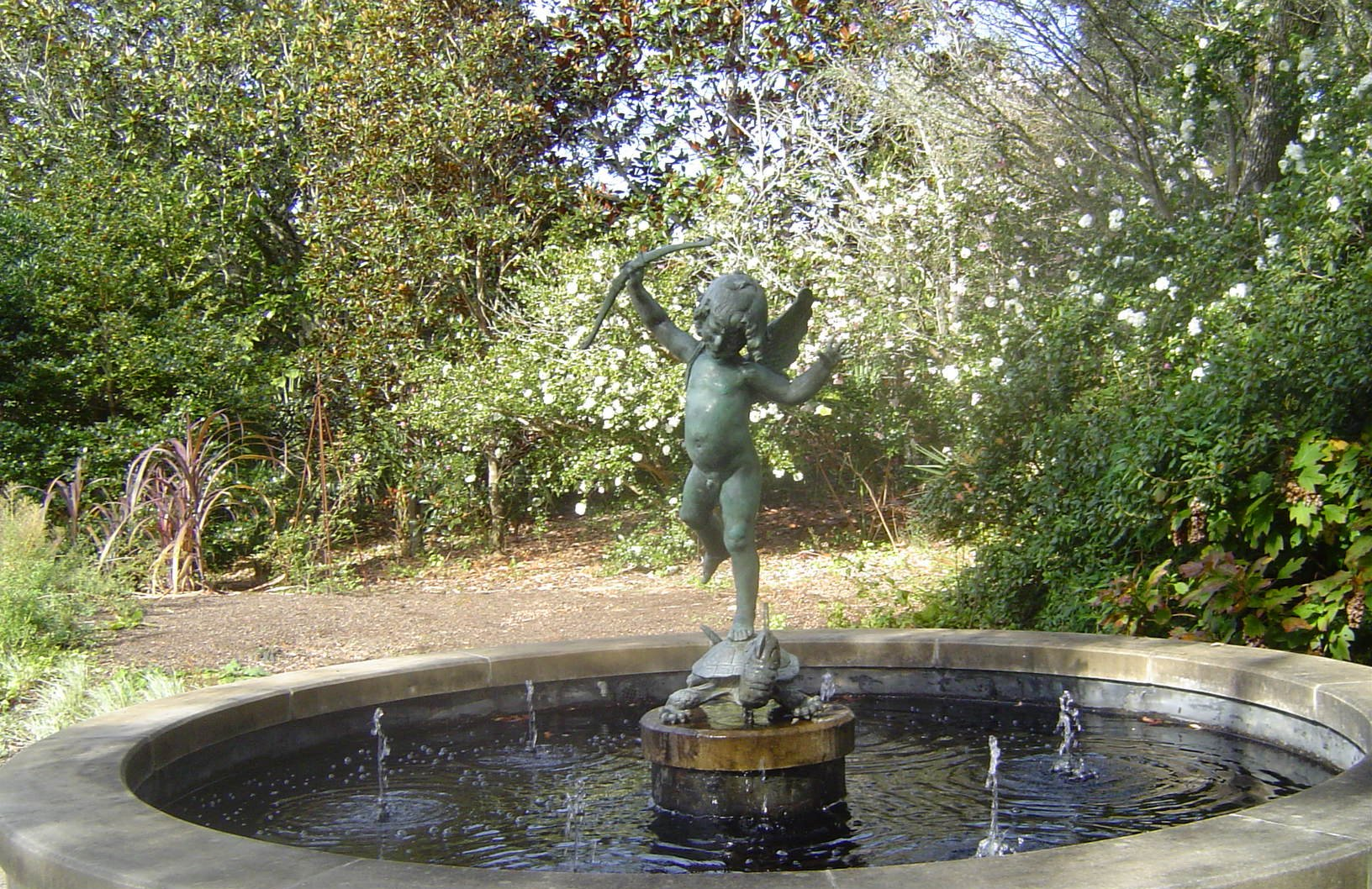
Tortoise Fountain

Auf einer Reise von 1899 bis 1900 nach Florenz lernte sie die Figuren von Donatello und Verrocchio kennen. Sie weckten in ihr die Freude an der Gestaltung von Kinderskulpturen. Auf ihrer weiteren Reise nach Neapel und Pompeji entstand ihr Wunsch, Skulpturen zu gestalten. Der Frog Fountain, der kurz nach ihrer Italienreise modelliert wurde, war der erste von Scudders Brunnen. Er befindet sich heute im Metropolitan Museum of Art. Weitere Brunnen, die in dieser Zeit entstanden, waren der Tortoise Fountain in den Brookgreen Gardens und die Skulptur Young Diana. Sie erhielt dreißig weitere Aufträge von reichen Amerikanern, zu ihnen gehörten John D. Rockefeller, Henry Huntington und Stanford White. Ihre Skulptur Seated Faun von 1924 befindet sich im Besitz des Brooklyn Museums.
Ihre Skulpturen wurden 1915 auf der Panama-Pacific International Exposition in San Francisco ausgestellt. Dort gewann sie eine Silbermedaille. Im Jahr 1920 wurde sie Mitglied der National Academy of Design. Janet Scudder reiste oft zwischen den Vereinigten Staaten und Paris, wo sie etwas außerhalb der Stadt ein Haus in Ville-d’Avray besaß. Dieses stellte sie im Ersten Weltkrieg dem Roten Kreuz und dem YMCA zur Verfügung und arbeitete als Freiwillige für das Rote Kreuz. 1920 wurde sie als Chevalier de la Légion d’Honneur ausgezeichnet.
Janet Scudder war Mitglied der Kunstkommission der National American Woman Suffrage Association. Als Feministin beteiligte sie sich an Paraden und Demonstrationen mit Frauenthemen. Sie lehnte getrennte Ausstellungen für männliche und weibliche Künstler ab. Scudder lebte in Paris zusammen mit ihrer Lebensgefährtin, der Schriftstellerin Marion Benedict Cothren, mit der sie zu Beginn des Zweiten Weltkriegs in die Vereinigten Staaten zurückkehrte. Sie wurde als eine der berühmtesten Bürgerinnen von Terre Haute herzlich empfangen, in einer Ausstellung im Frauenklub wurden ihre Gemälde und Skulpturen gezeigt. Acht Monate später starb sie an einer Lungenentzündung in Rockport.